# Gehrde
Gehrde là một đô thị của huyện Osnabrück, bang Niedersachsen, Đức. Đô thị này có diện tích 36,37 km².